# 卡贝勒斯县 (北卡罗来纳州)
卡貝勒斯县（英語：Cabarrus County）是美國北卡羅萊納州中南部的一個縣。面積945平方公里。根据美國2000年人口普查，共有人口131,063人。縣治康科德（Concord）。
成立於1792年11月15日。縣名紀念州眾議員史提芬·卡貝勒斯。